# Daniel Rolander

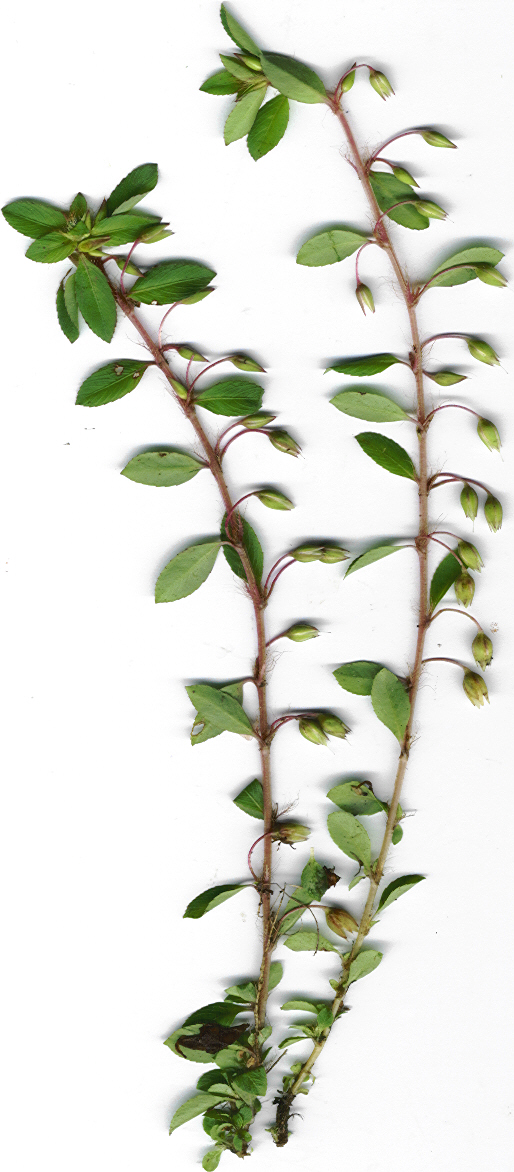
Sauvagesia

Daniel Rolander (Hälleberga in Småland, ca 1725 – Lund, 9 of 10 augustus 1793) was een Zweedse botanicus en entomoloog uit de 18e eeuw, die rondreisde in kolonie Suriname om insecten en planten te verzamelen. Rolander interesseerde zich voornamelijk in zaadplanten. Hij beschreef zo'n tachtig nieuwe soorten. De miskende botanicus ondervindt inmiddels enige herwaardering.

## Biografie
Rolander was een boerenzoon die in Växjö naar school ging. Als kind ontwikkelde hij een grote interesse voor insecten. Vanaf 1741 was Rolander een van de leerlingen van Carl Linnaeus, hoogleraar aan de Universiteit van Uppsala. In 1750 bezorgde Linnaeus hem een aanstelling als gouverneur van zijn kinderen. Rolander vertaalde waarschijnlijk het werk van René-Antoine Ferchault de Réaumur: Mémoires pour Servir à L’Histoire des Insectes. In 1754 solliciteerde Rolander als gouverneur voor de kinderen van Carl Gustaf Dahlberg (1721-1781), een Zweedse officier en plantage-eigenaar in Suriname. Rolander reisde met zijn nieuwe werkgever, vergezeld van een aantal Surinaamse slaven via Rostock naar Amsterdam. Toen hij ernstig ziek werd in het voorjaar, was Rolander gedwongen zijn reis uit te stellen. Pas in juni 1755 vertrok hij vanuit Texel naar Paramaribo. Een deel van de reis werd betaald door de entomoloog Charles de Geer, stammend uit de familie De Geer in ruil voor een kist insecten. Rolander voer samen met slaven die Dahlberg hem ter beschikking stelde de omliggende rivieren en kreken op om planten en insecten te verzamelen. Na een half jaar rondgetrokken te hebben met zijn botaniseertrommel, ondernam hij de terugreis. Rolander bleek niet opgewassen tegen het klimaat en zou bovendien aan de drank zijn geraakt. Van sommige soorten had hij genoeg om alle botanici in Europa te voorzien van een exemplaar. 
Linnaeus was niet alleen erg geïnteresseerd in de verzameling, maar verwachtte ook een aantal exemplaren als geschenk. Rolander weigerde evenwel zijn kennis met zijn leermeester te delen, mogelijk omdat Linnaeus niet over de brug was gekomen toen Rolander geen geld genoeg bleek te hebben om de terugreis naar Zweden te betalen. Het is ook mogelijk dat Rolander eindelijk kansen zag naam te maken met hetgeen hij had opgebouwd. De mogelijkheid bestond dat Linnaeus het aangeleverde materiaal zou publiceren en met de eer zou strijken. Het conflict liep zo hoog op dat Linnaeus stiekem inbrak in de kamer van Rolander om een exemplaar van de Sauvagesia te stelen. 
In 1757 werd Rolander hortulanus van een hortus, behorend bij een ziekenhuis; in 1761 was er sprake van dat hij tot hoogleraar zou worden benoemd, maar Linnaeus dwarsboomde de aanstelling. Rolander vertrok naar Kopenhagen om een rariteitenkabinet op te zetten. Hij trok in bij een collega-onderzoeker, toen die constateerde dat Rolander al twee weken lang op appels leefde. Rolander was eindelijk in de gelegenheid zijn opgedane kennis van zijn verblijf te Suriname te beschrijven in  Diarium Surinamicum, quod sub itinere exotico conscripsit Daniel Rolander, tomus I & II. Het manuscript van bijna 700 pagina's in het Latijn verdween in een la. Zijn werk werd weer opgemerkt, doordat in 2007 de 300ste geboortedag van Linnaeus werd herdacht. In 2008 verscheen een Engelse vertaling van het werk van Rolander over Suriname. 